# ELP3
ELP3 (англ. Elongator acetyltransferase complex subunit 3) – білок, який кодується однойменним геном, розташованим у людей на короткому плечі 8-ї хромосоми. Довжина поліпептидного ланцюга білка становить 547 амінокислот, а молекулярна маса — 62 259.
| 10         |  | 20         |  | 30         |  | 40         |  | 50         |
| ---------- |  | ---------- |  | ---------- |  | ---------- |  | ---------- |
| MRQKRKGDLS |  | PAELMMLTIG |  | DVIKQLIEAH |  | EQGKDIDLNK |  | VKTKTAAKYG |
| LSAQPRLVDI |  | IAAVPPQYRK |  | VLMPKLKAKP |  | IRTASGIAVV |  | AVMCKPHRCP |
| HISFTGNICV |  | YCPGGPDSDF |  | EYSTQSYTGY |  | EPTSMRAIRA |  | RYDPFLQTRH |
| RIEQLKQLGH |  | SVDKVEFIVM |  | GGTFMALPEE |  | YRDYFIRNLH |  | DALSGHTSNN |
| IYEAVKYSER |  | SLTKCIGITI |  | ETRPDYCMKR |  | HLSDMLTYGC |  | TRLEIGVQSV |
| YEDVARDTNR |  | GHTVKAVCES |  | FHLAKDSGFK |  | VVAHMMPDLP |  | NVGLERDIEQ |
| FTEFFENPAF |  | RPDGLKLYPT |  | LVIRGTGLYE |  | LWKSGRYKSY |  | SPSDLVELVA |
| RILALVPPWT |  | RVYRVQRDIP |  | MPLVSSGVEH |  | GNLRELALAR |  | MKDLGIQCRD |
| VRTREVGIQE |  | IHHKVRPYQV |  | ELVRRDYVAN |  | GGWETFLSYE |  | DPDQDILIGL |
| LRLRKCSEET |  | FRFELGGGVS |  | IVRELHVYGS |  | VVPVSSRDPT |  | KFQHQGFGML |
| LMEEAERIAR |  | EEHGSGKIAV |  | ISGVGTRNYY |  | RKIGYRLQGP |  | YMVKMLK    |

A: Аланін

C: Цистеїн

D: Аспарагінова кислота

E: Глутамінова кислота

F: Фенілаланін

G: Гліцин

H: Гістидин

I: Ізолейцин

K: Лізин

L: Лейцин

M: Метіонін

N: Аспарагін

P: Пролін

Q: Глутамін

R: Аргінін

S: Серин

T: Треонін

V: Валін

W: Триптофан

Кодований геном білок за функціями належить до трансфераз, ацилтрансфераз, фосфопротеїнів. 
Задіяний у таких біологічних процесах, як транскрипція, регуляція транскрипції, нейрогенез, альтернативний сплайсинг. 
Білок має сайт для зв'язування з іонами металів, іоном заліза, залізо-сірчаною групою, S-аденозил-L-метіоніном. 
Локалізований у цитоплазмі, ядрі.